# Bing Crosby
Harry Lillis "Bing" Crosby (3 tháng 5 năm 1903 – 14 tháng 10 năm 1977) là một ca sĩ và diễn viên điện ảnh người Mỹ. Giọng bass-baritone vô cùng đặc trưng của Crosby đã giúp ông trở thành một trong những nghệ sĩ có số đĩa bán chạy nhất thế kỷ 20, với ít nhất 500 triệu bản đã được thống kê.
Là một ngôi sao đa năng, từ năm 1934-1954, Crosby đã trở thành biểu tượng của ngành ca nhạc, truyền hình cũng như phát thanh. Sự nghiệp của ông bắt đầu với cuộc cách mạng cải tiến kỹ thuật thu âm, cho phép ông tạo ra những đoạn giọng thả tự do – phong cách mà sau này rất nhiều ngôi sao khác đã bắt chước như Perry Como, Frank Sinatra, hay Dean Martin. Tuần báo Yank đánh giá Crosby là giọng ca có ảnh hưởng lớn nhất tới quân đội Mỹ trong suốt thời kỳ Thế chiến II, và tới năm 1948 đỉnh cao của mình, ông được gọi là "người đàn ông nổi tiếng nhất thế giới", hơn cả Jackie Robinson và Giáo hoàng Piô XII. Cũng trong năm 1948, tờ Music Digest ước tính các ca khúc của Crosby chiếm ít nhất 1 nửa trong số 80.000 giờ phát thanh của các đài radio.
Crosby cũng tiếp tục đánh dấu những ảnh hưởng của mình qua những đóng góp cho ngành công nghiệp thu âm thời hậu chiến. Ông cộng tác cho đài NBC trong những đợt mà ông muốn thực hiện chương trình; tuy nhiên có khá nhiều đài truyền hình lại không có đủ điều kiện thu âm. Trong những đợt tới châu Âu lúc chiến tranh, các bản thu của Crosby chủ yếu được thực hiện với dạng thu âm tối giản, điều đó khiến Tổ chức nghiên cứu Crosby sau này phải vất vả tìm kiếm để đảm bảo bản quyền. Năm 1947, ông đầu tư tới 50.000$ cho công ty Ampex giúp đây trở thành công ty Bắc Mỹ đầu tiên sở hữu máy thu âm đa băng. Ông rời NBC để chuyển sang ABC vì NBC không quan tâm tới thu âm vào thời điểm đó và chỉ có ABC chấp nhận ông với những ý tưởng của mình. Crosby trở thành người đầu tiên thực hiện một bản thâu nháp cho một chương trình radio và chỉnh sửa nó với băng từ. Ông cũng tặng một trong những chiếc Ampex Model 200 của mình cho người bạn thân Les Paul để chính Les Paul sau này nhờ nó đã phát minh ra chiếc máy thu đa băng hiện đại đầu tiên. Cùng với Frank Sinatra, Crosby trở thành biểu tượng thu âm của hãng United Western Recorders ở Los Angeles.
Khi thực hiện chương trình "Golden Age of Radio", những người tham gia thường phải diễn lại 2 lần cho khán giả ở phía bờ Tây nước Mỹ có thể xem lại. Tới giữa buổi thu, Crosby đã nghĩ ra một hệ thống ghi lại với cùng những thiết bị định hướng và ê-kíp (chỉnh sửa, lồng tiếng, thuyết minh, ghép thời gian) lấy từ những kỹ thuật của điện ảnh. Đó chính là nguồn gốc của ngành công nghiệp truyền hình.
Bing Crosby từng giành giải Oscar cho nam diễn viên chính xuất sắc nhất với vai cha Chuck O'Malley trong bộ phim Going My Way năm 1944 và cũng được đề cử tương tự cho bộ phim The Bells of St. Mary's ngay năm sau, trở thành người đầu tiên trong số 4 nghệ sĩ duy nhất được đề cử 2 lần cho cùng một vai diễn. Năm 1963, ông được trao giải Grammy Thành tựu trọn đời. Crosby là một trong số 22 người được vinh dự có 3 ngôi sao tại Đại lộ Danh vọng Hollywood.

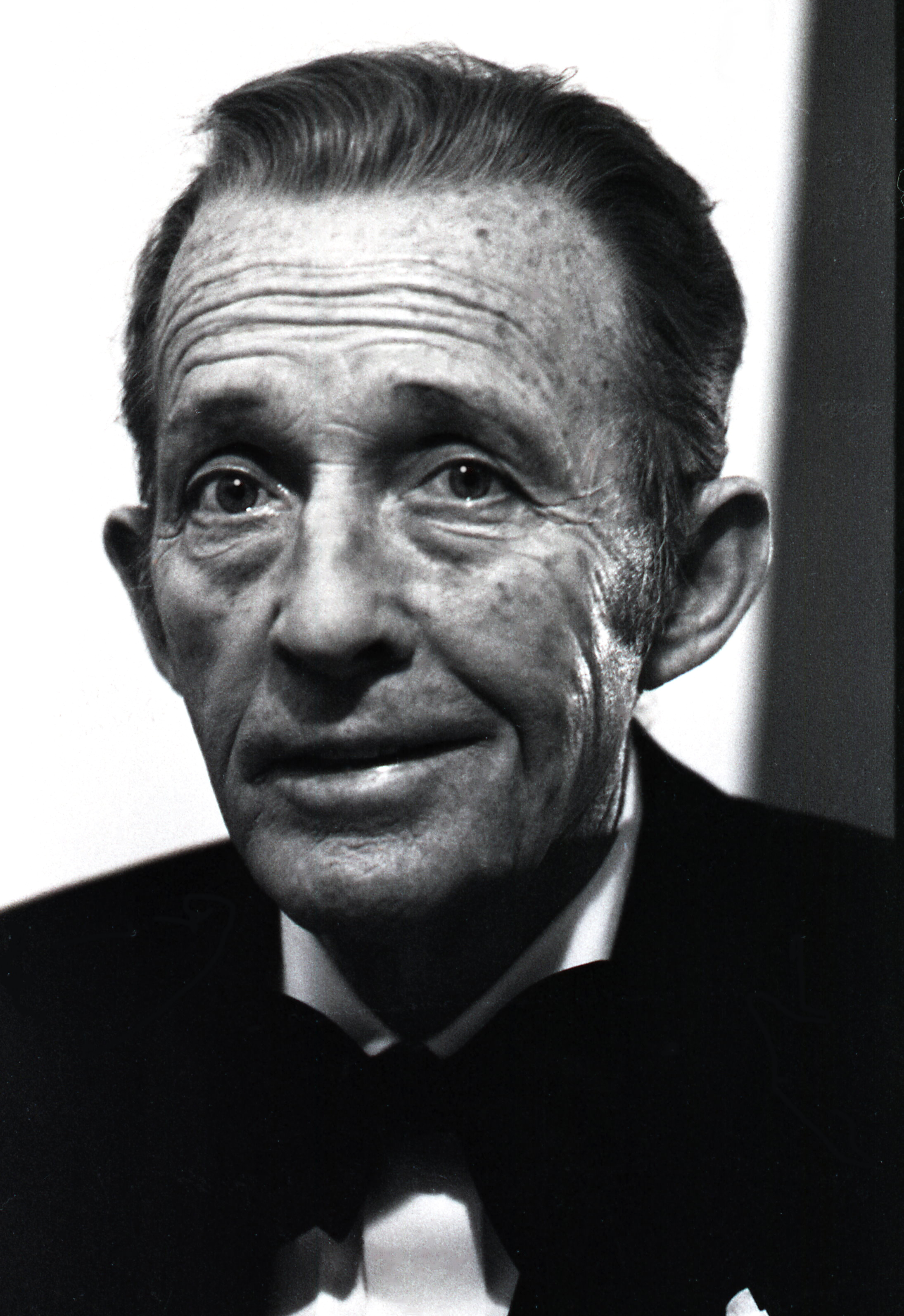
Ảnh chụp Bing Crosby năm 1977, chỉ vài tháng trước khi ông qua đời.

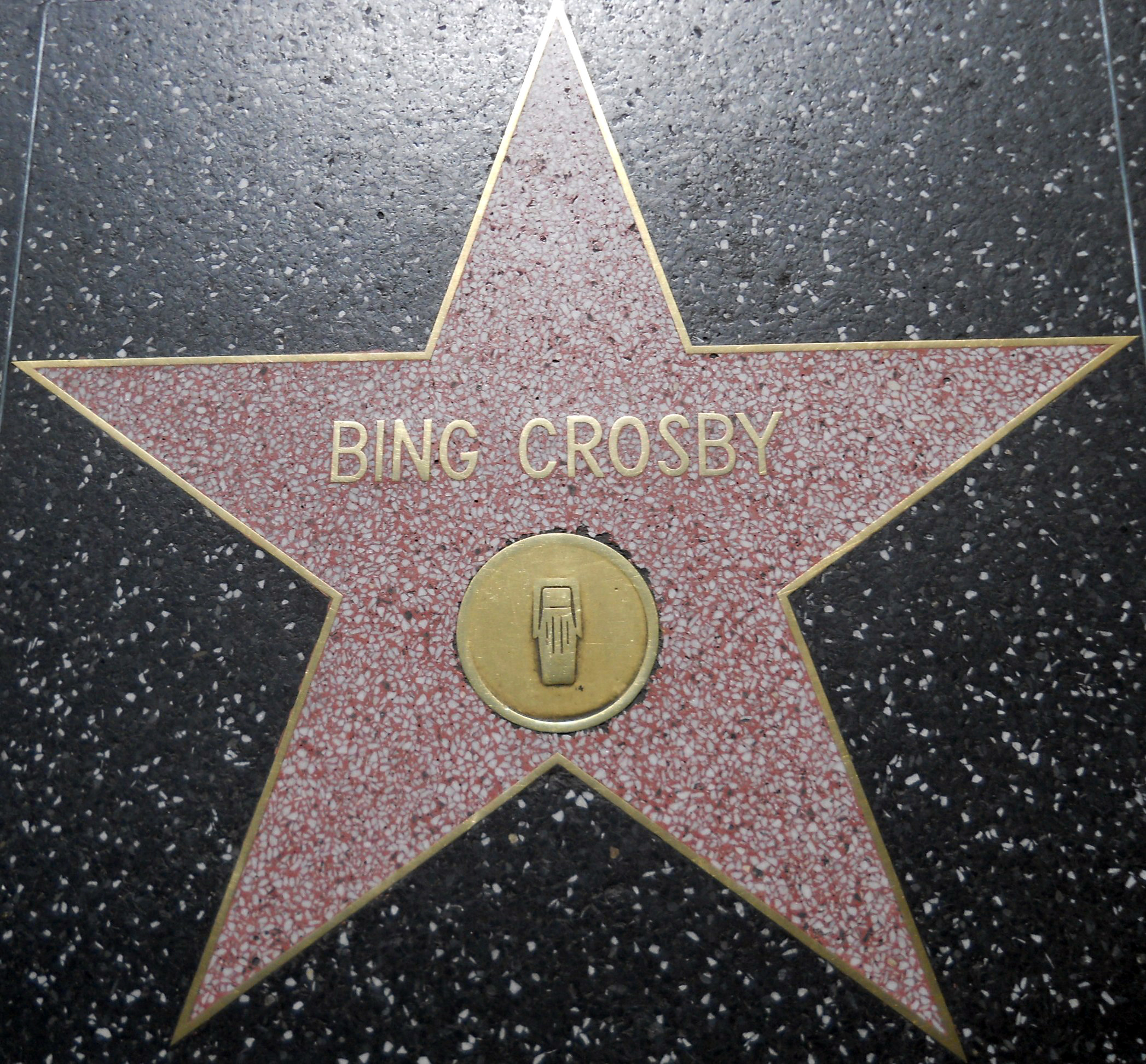
Ngôi sao của Bing Crosby tại địa chỉ 6769 Đại lộ Hollywood.